# Teoria Generală a Dreptului
Fenomenul juridic alcătuit din totalitatea ideilor, conceptelor, opiniilor cu privire la drept, cu privire la necesitatea impunerii anumitor comportamente membrilor unei comunități prin norme juridice.
T.G.D- ul ne ajută să înțelegem fenomenul juridic prin însușirea conceptelor și categoriilor juridice teoretice pe care le elaborează; elaborează și definește norma juridică și raportul juridic, noțiunea de subiect de drept, noțiunea de răspundere juridică, de aplicare ori interpretare a dreptului.
Dreptul apare odată cu statul, atunci când societatea umană se structurează în forme de organizare diferențiate din nevoia reală de a se apăra împotriva celor care atentau la existența ei și în scopul unei gospodăriri mai bune a resurselor materiale.  Nu doar statul poate asigura forța de constrângere. Armata, biserica, grupuri criminale, economice sau revoluționare pot și chiar au impus, uneori, regulile lor celorlalți sub amenințarea cu sanctiunea.
Accepțiunile noțiunii de drept
- Dreptul obiectiv este ansamblul tuturor normelor juridice cuprinse în acte normative care reglementează raporturile sociale și care pot să fie sau să nu mai fie în vigoare. Orice lege dată pentru a reglementa conduita umană face parte din dreptul obiectiv. Dreptul obiectiv (norma agendi) este alcătuit din: dreptul pozitiv (totalitatea normelor juridice aflate în vigoare pe teritoriul unui stat și nu numai - a se vedea în cest sens dreptul Uniunii Europene, un drept pozitiv sui generis) și din dreptul negativ (totalitatea normelor juridice ieșite din vigore). Pentru lămuriri privind conceptele de drept pozitiv și drept negativ, a se vedea https://www.juridice.ro/493468/conceptele-de-drept-pozitiv-si-de-drept-negativ.html

- Dreptul subiectiv reprezintă posibilitatea, facultatea, prerogativele unui subiect de drept de a avea de a-și valorifica și apăra împotriva altuia un anumit interes legalmente protejat. Orice drept subiectiv există numai în baza și în conformitate cu un drept obiectiv care îl prescrie.

Factori de configurare a dreptului normativ. 
În literatura de specialitate sunt considerați ca fiind cei mai importanți factori de configurare ai dreptului următorii:
- mediul natural - particularitățile mediului geografic influențează apariția unor norme juridice care să reglementeze utilizarea anumitor componente ale respectivului mediu.

- cadrul social economic - reprezintă un important factor de configurare a dreptului datorită interdependenței între social, economic, juridic.

- cadrul istoric epigraf

- cadrul etnic ideologic

- cadrul național - care au în vedere condițiile istorice și particularitățile etnico-naționale ale populației. De pildă, existența unei populații cu o structură etnică omogenă.
- cadrul politic

- cadrul ideologic și cultural

- factorul internațional

- factorul uman

- factorul biologic și fiziologic inculpabil

Esența dreptului înseamnă determinarea calitativă și interrelaționările sale intime care îi conferă locul și rolul în relațiile sociale. Dreptul este expresia voinței și a interesului. 

Definiția dreptului: DREPTUL reprezintă ansamblul regulilor asigurate și garantate de către stat, care au ca scop organizarea și disciplinarea comportamentelor umane, în principiu, relațiile din societate într-un climat specific manifestării coexistenței și libertăților, a apărării drepturilor esențiale ale omului și a statornicirii spiritului de dreptate.